# Turka (powiat chełmski)
Turka – wieś w Polsce położona w województwie lubelskim, w powiecie chełmskim, w gminie Dorohusk.
| SIMC    | Nazwa       | Rodzaj    |
| ------- | ----------- | --------- |
| 0103007 | Istrów      | część wsi |
| 0103013 | Leśniczówka | część wsi |

W latach 1867–1954 istniała gmina Turka. W latach 1975–1998 miejscowość należała administracyjnie do województwa chełmskiego. 
Wieś wchodzi w skład sołectwa Turka, Myszkowiec. Według Narodowego Spisu Powszechnego (III 2011 r.) liczyła 296 mieszkańców i była siódmą co do wielkości miejscowością gminy Dorohusk.
Na północ od zabudowań Turki znajduje się cmentarz wojenny z I wojny światowej i wojny polsko-bolszewickiej
Wierni Kościoła rzymskokatolickiego należą do parafii św. Jana Nepomucena w Dorohusku.